# Rika Tatsumi
Rika Tatsumi (立見里歌, Tatsumi Rika) nació el 14 de noviembre de 1965, en Tokio, Japón. Es una cantante, y ex-idol japonesa, activa en la década de los 80. Fue parte del grupo idol Onyanko Club, era la miembro número 15.

## Biografía
Rika se unió al grupo en 1985, tras obtener una puntuación de 145 puntos, en el concurso televisivo: "The Scout Idol wo Sagase!. En 1986, formó un subgrupo llamado: Nyangilas junto a sus compañeras Aki Kihara, Mika Nagoya y Mako Shiraishi en donde lanzaron un single juntas
titulado: " Watashi wa Rika-chan ", con ella como la voz principal.
A principios de 1987 liberó su único sencillo en solitario, que llevó por nombre: " Sonna Tsumori ja nakatta no ni ". 
En septiembre de 1987 Onyanko Club se disolvió, culminando sus actividades con el grupo.

## Actualidad
En la actualidad trabaja como editora de una revista, y ha tenido apariciones esporádicas con algunas exintegrantes de Onyanko Club.

## Vida personal
Tatsumi contrajo nupcias en 1991, mientras esperaba a su primer hijo. Sin embargo, su matrimonio terminó en divorcio.

## Curiosidades
Mientras cursaba sus estudios universitarios en la Universidad de Tokai Rika ganó uno de los concursos de modelaje, convirtiéndose así en: Miss Tokai.

## Discografía

### Sencillos con Nyangilas
- [1986.04.01] Watashi wa Rika-chan

### Sencillos en solitario
- [1987.03.18] Sonna Tsumori ja nakatta no ni